# Ranitomeya
Ranitomeya (česky pralesnička) je rod pralesniček, patřící do podčeledi Dendrobatinae. Jedná se o nejpočetnější rod pralesniček, do kterého se řadí 16 druhů. Pralesničky tohoto rodu žijí v západní Brazílii, východním Peru a severní Bolívii.

## Taxonomie
V roce 2006 bylo přeřazeno do rodu Ranitomeya mnoho druhů pralesniček dříve řazených do rodů Dendrobates, Minyobates a Phyllobates. V roce 2011 Brown & kol., na základě studií dalších vědců, kteří předpokládali, že rod Ranitomeya tvoří dva odlišné klady, vytvořili pro dvanáct druhů tohoto rodu nový genus Andinobates.
Druhy rodů Ranitomeya a Andinobates se odlišují od pralesniček rodu Dendrobates tím, že jsou obvykle menší, mají více než dvě barvy a vypadají z určitých úhlů pohledu leskle. Rody Ranitomeya a Andinobates se od sebe odlišují především rozšířením; pralesničky rodu Ranitomeya žijí na jihozápadě amazonských pralesů, zatímco pralesničky rodu Andinobates žijí v severních Andách blízko ke Střední Americe.

## Popis
Největší druhy měří maximálně 21 mm. Tyto žáby jsou pestrobarevné, se žlutou, červenou či zelenou horní částí těla, výraznou barvu má i hrdlo. Hřbet je obvykle hladký nebo zrnitý. Hlava je většinou užší než tělo. Na prstech mají pralesničky rodu Ranitomeya prstní disky.
Mnoho zástupců rodu Ranitomeya je ohroženo kvůli ztrátě životního prostředí nebo nelegálnímu obchodu.

## Druhy
Mimo druhy rodu Andinobates existuje celkem 16 popsaných druhů pralesniček rodu Ranitomeya:
- Pralesnička amazonská (Ranitomeya amazonica)
- Ranitomeya benedicta
- Ranitomeya cyanovittata
- Ranitomeya defleri
- Pralesnička fantastická (Ranitomeya fantastica)
- Pralesnička klamavá (Ranitomeya imitator)
- Pralesnička Lamasova (Ranitomeya lamasi)
- Pralesnička proměnlivá (Ranitomeya variabilis)
- Pralesnička skvrnobřichá (Ranitomeya ventrimaculata)
- Pralesnička síťkovaná (Ranitomeya reticulata)
- Pralesnička Summersova (Ranitomeya summersi)
- Ranitomeya toraro
- Ranitomeya uakarii
- Pralesnička Vanzoliniova (Ranitomeya vanzolinii)
- Ranitomeya yavaricola
- Pralesnička žlutopásá (Ranitomeya flavovittata)